# Менцель, Адольф фон
А́дольф фон Ме́нцель (нем. Adolph Friedrich Erdmann von Menzel; 8 декабря 1815, Бреслау — 9 февраля 1905, Берлин) — немецкий живописец и график, один из лидеров романтического историзма. При жизни пользовался широкой популярностью, а также уважением и покровительством германского императорского двора. Несмотря на очень низкий рост (138 см), отличался крепким здоровьем и только двух месяцев не дожил до 90 лет.

## Биография
Родился в городе Бреслау в семье прусского дворянина Карла Эрдманна фон Менцеля, владевшего в городе собственной литографической мастерской. В 1830 году переехал с семьей в Берлин.
Первой художественной школой для Адольфа стала литографическая мастерская отца. Став в 1833 году после смерти последнего кормильцем семьи, он брался за любую работу: создавал обеденные меню, пригласительные билеты и т. д.
Менцель недолго (всего шесть месяцев) посещал классы Академии художеств в Берлине и был почти самоучкой. Впервые он стал известен в 1833 году благодаря тетради рисунков, исполненных пером и изображавших «Жизнь художника».
За этим юношеским трудом последовал ряд литографированных им самим «Достопримечательностей Бранденбургской истории» (1834—39, 12 листов) и несколько первых опытов в живописи масляными красками, в том числе «Игра в шахматы» (1836), «Юридическая консультация» (1837), «Судебное заседание» (1837) и др.
В 1839 году Менцель приступил к созданию иллюстраций к «Истории Фридриха Великого» Франца Куглера (1839—42), после окончания работы над которыми Куглер заказал Менцелю и иллюстрации к собственному собранию сочинений (1843—49). Эта деятельность заставила Менцеля углубиться в изучение эпохи Фридриха Великого. Воспроизводя её с полной исторической точностью, превосходной характеристикой положений и действующих лиц, реалистической правдой и высоким техническим мастерством, он составил себе громкое имя у своих соотечественников преимущественно картинами на темы, взятые из этой эпохи, например:

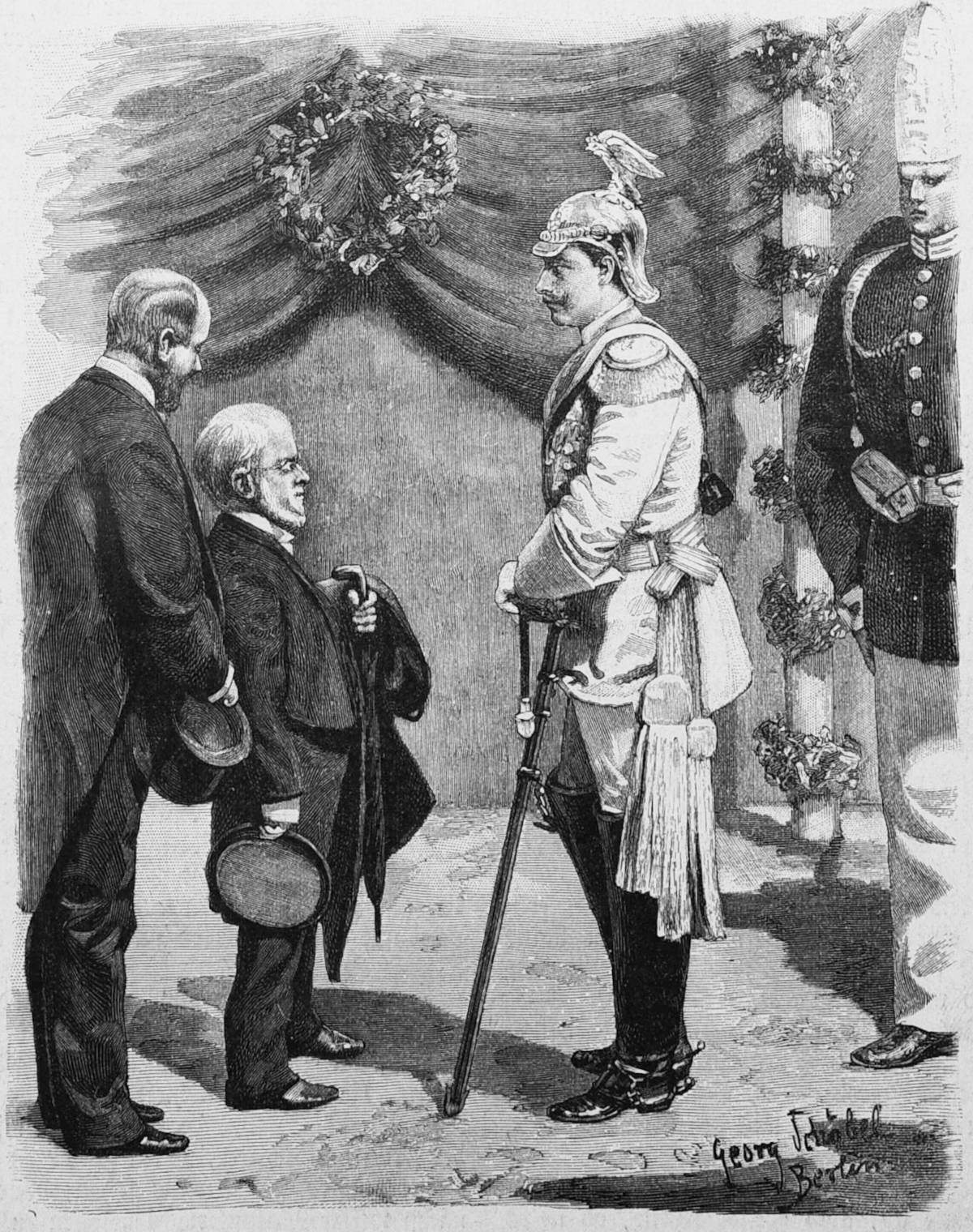
Адольф фон Менцель на приёме у кайзера (1895). Иллюстрация из журнала «Die Gartenlaube»

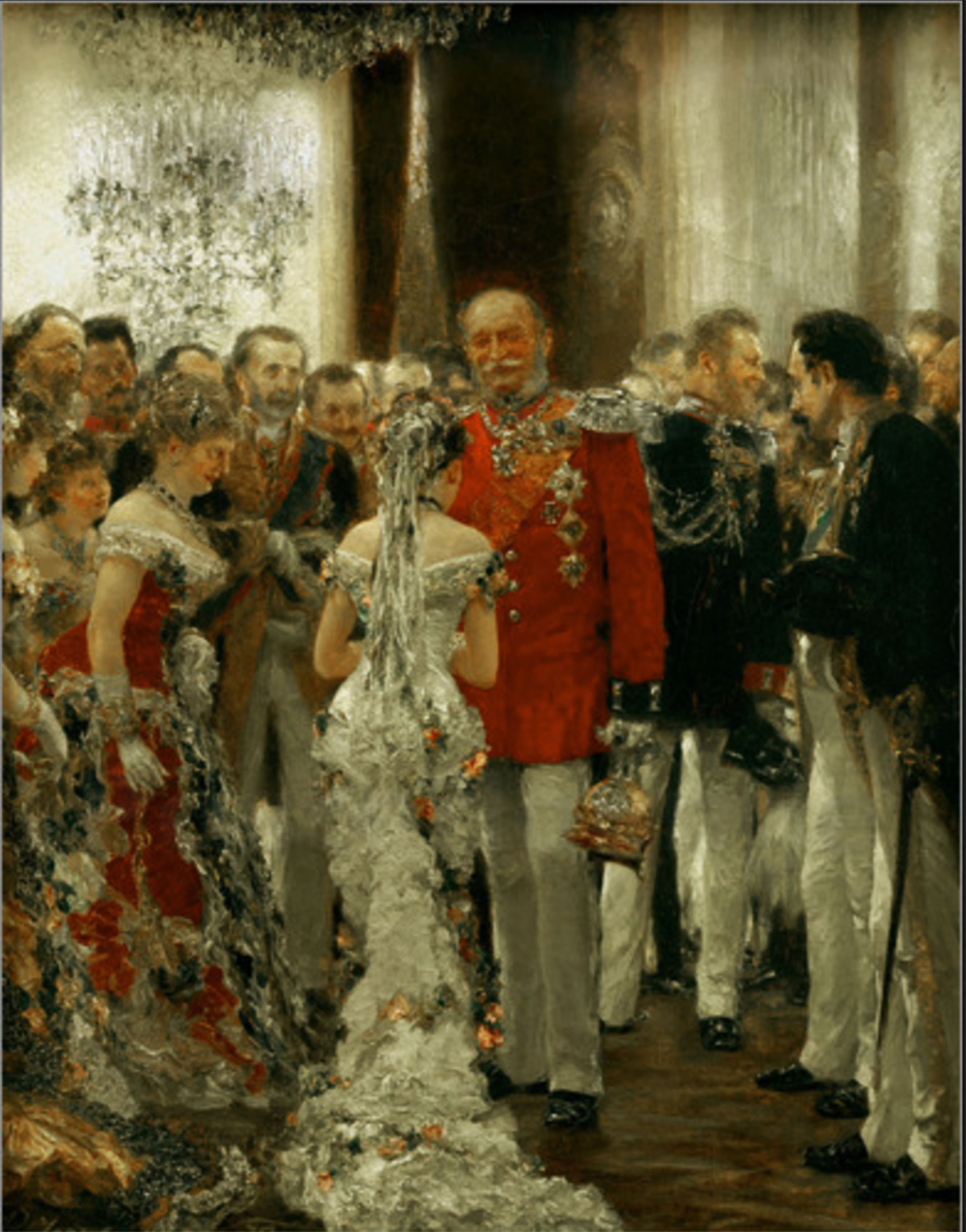
Адольф фон Менцель. Разговор кайзера с дамой на придворном балу (1880)

- «Круглый стол Фридриха Великого» (1850)
- «Концерт в Сан-Суси» (1852)
- «Фридрих Великий в дороге» (1854)
- «Присяга Фридриху Великому в Бреслау в 1741 году»
- «Встреча Фридриха Великого с Иосифом II в Нейссе»,
- «Фридрих перед Лейтенской битвой»,
- «Фридрих в Гохкиркенской битве» (1856) и др.

В 1840-е годы Менцель начинает писать с натуры. Возникает целый ряд пейзажей, портретов, которые были впервые показаны в 1906 году на выставке Менцеля в Национальной галерее в Берлине и резко изменили сложившееся мнение о его творчестве.
В 1850-х годах Менцель написал, кроме того, несколько картин библейского содержания, достоинству которых в большинстве случаев вредила их излишняя реалистичность, после чего снова выказал свой талант в «Коронации Фридриха-Вильгельма I в Кёнигсберге» (1861—65).
Затем создал ещё картины маслом:
- «Отъезд короля Пруссии Вильгельма I на Франко-Прусскую войну 30 июля 1870 года» (1871)
- «Бальный ужин» (1878)
- «Разговор кайзера с дамой на придворном балу» (1880)
- «Религиозная процессия в Бад-Хофгастайне» (1880)
- «Площадь д’Эрбе в Вероне»

а кроме того, исполнил множество других, преимущественно жанровых картин, рисунков пером, композиций для политипажей; акварелей и гуашей.

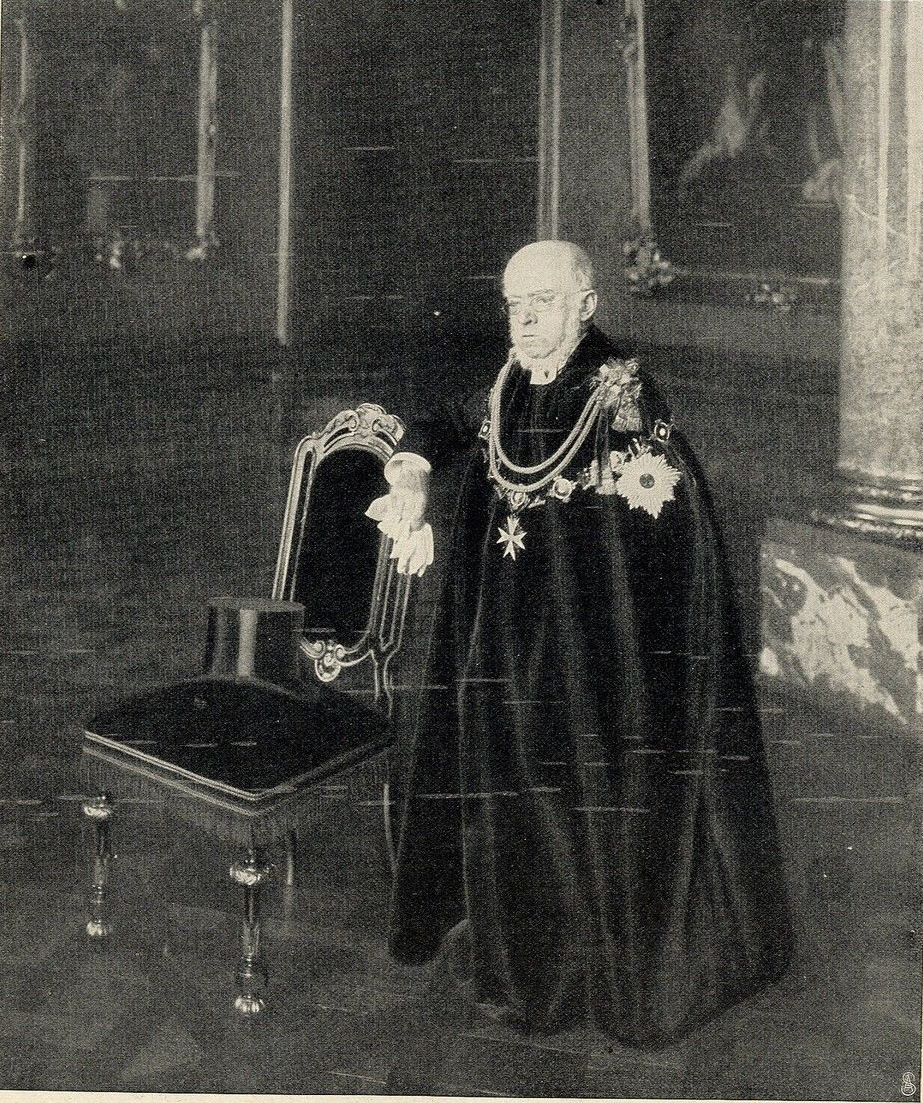
Адольф фон Менцель в парадном одеянии кавалера прусского ордена Чёрного орла

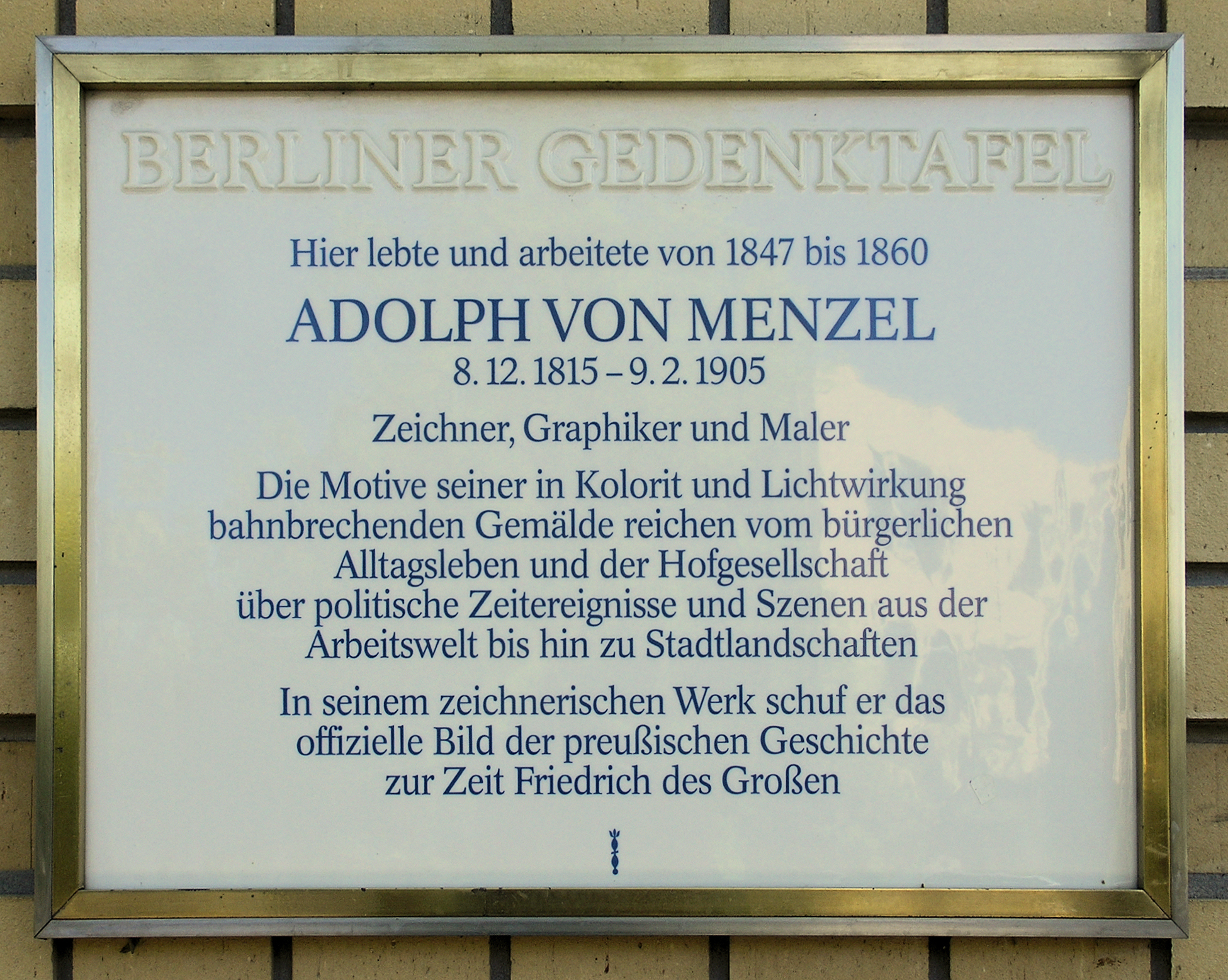
Мемориальная доска в Берлине

Особенно высоко современные Менцелю критики ценили его картину «Железопрокатный завод» (1875). Согласно ЭСБЕ, это была самая замечательная из всех картин художника, изображающая внутренность железопрокатного завода во время работы на нём.
С 1856 году Менцель был действительным членом (академиком) Берлинской академии художеств и профессором там же.
За долгие годы жизни Менцель побывал в Австрии, ездил по Рейну, Дунаю, был на Балтийском море, в Голландии, Италии, объехал всю Германию. Путешествия служили ему источником сюжетов для рисунков, жанровых полотен и пастелей.
Более двадцати лет (1863—1885) Менцель работал  над серией гуашей и акварелей, объединённых в «Детский альбом». В нём собраны сценки повседневной жизни, изображения животных, птиц и т. д. Последние годы жизни он посвятил графике, хотя на протяжении всего творческого пути не расставался и с карандашом: только в Национальной галерее в Берлине хранилось свыше пяти тысяч его рисунков.
В поздние годы Менцель в своём творчестве также обращается к образу старости, он изображает портреты стариков и старух, ищет психологическое выражение этого состояния.
Менцель скончался 9 февраля 1905 года на девяностом году жизни. Германским императорским двором ему были устроены пышные похороны, каких удостаивались лишь генерал-фельдмаршалы.

## Галерея

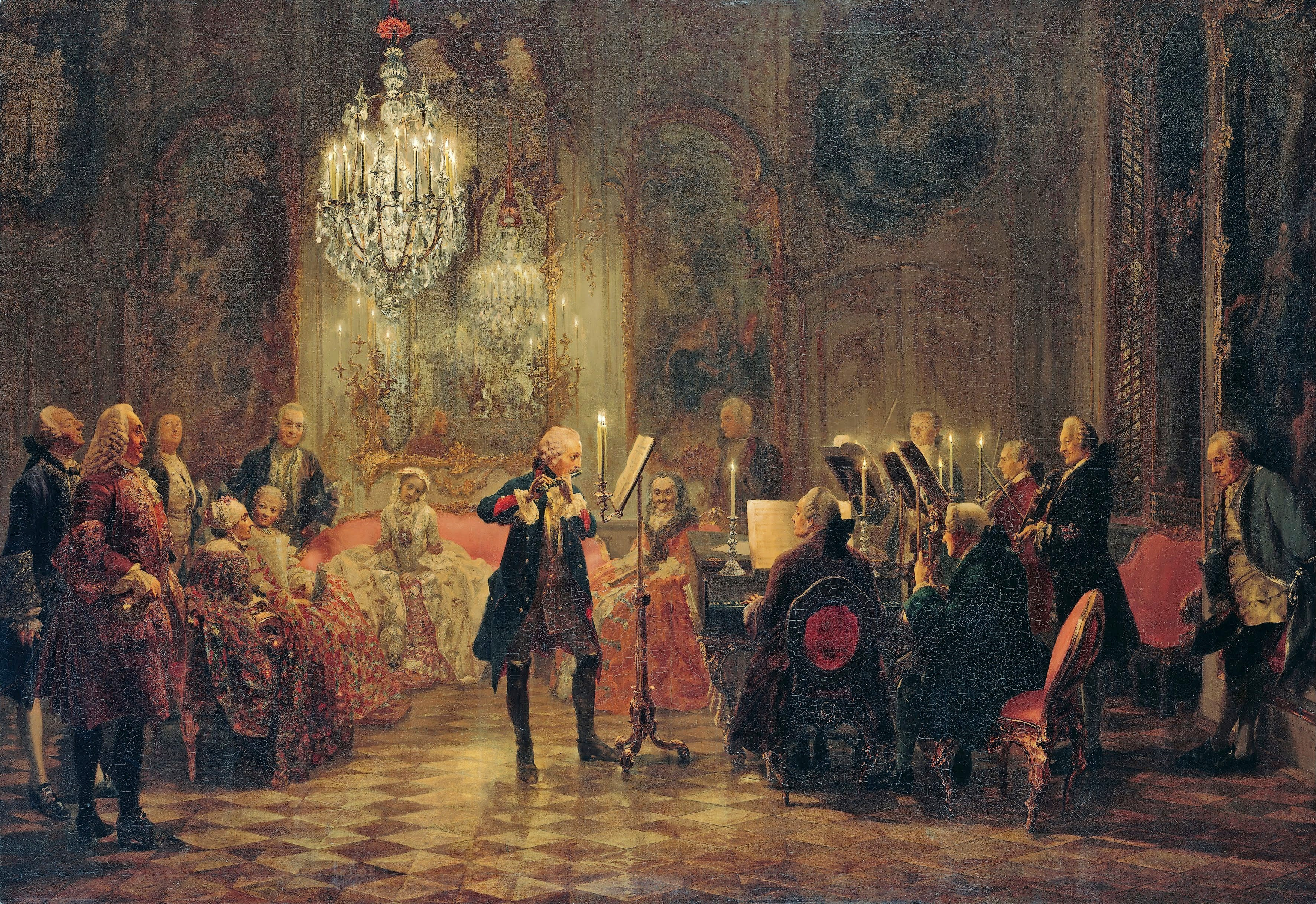
Концерт для флейты Фридриха Великого в Сан-Суси, 1852
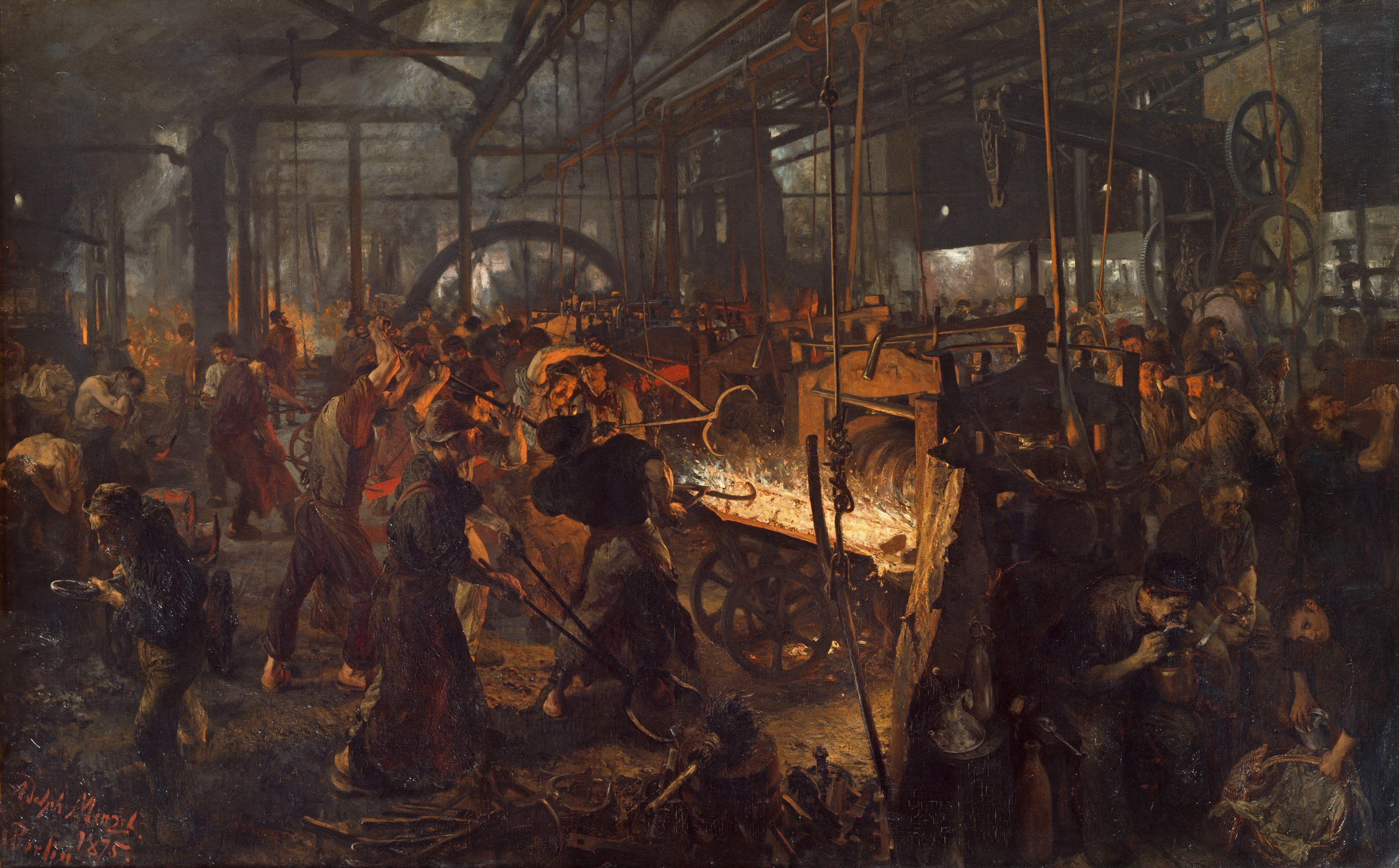
Железопрокатный завод, 1875
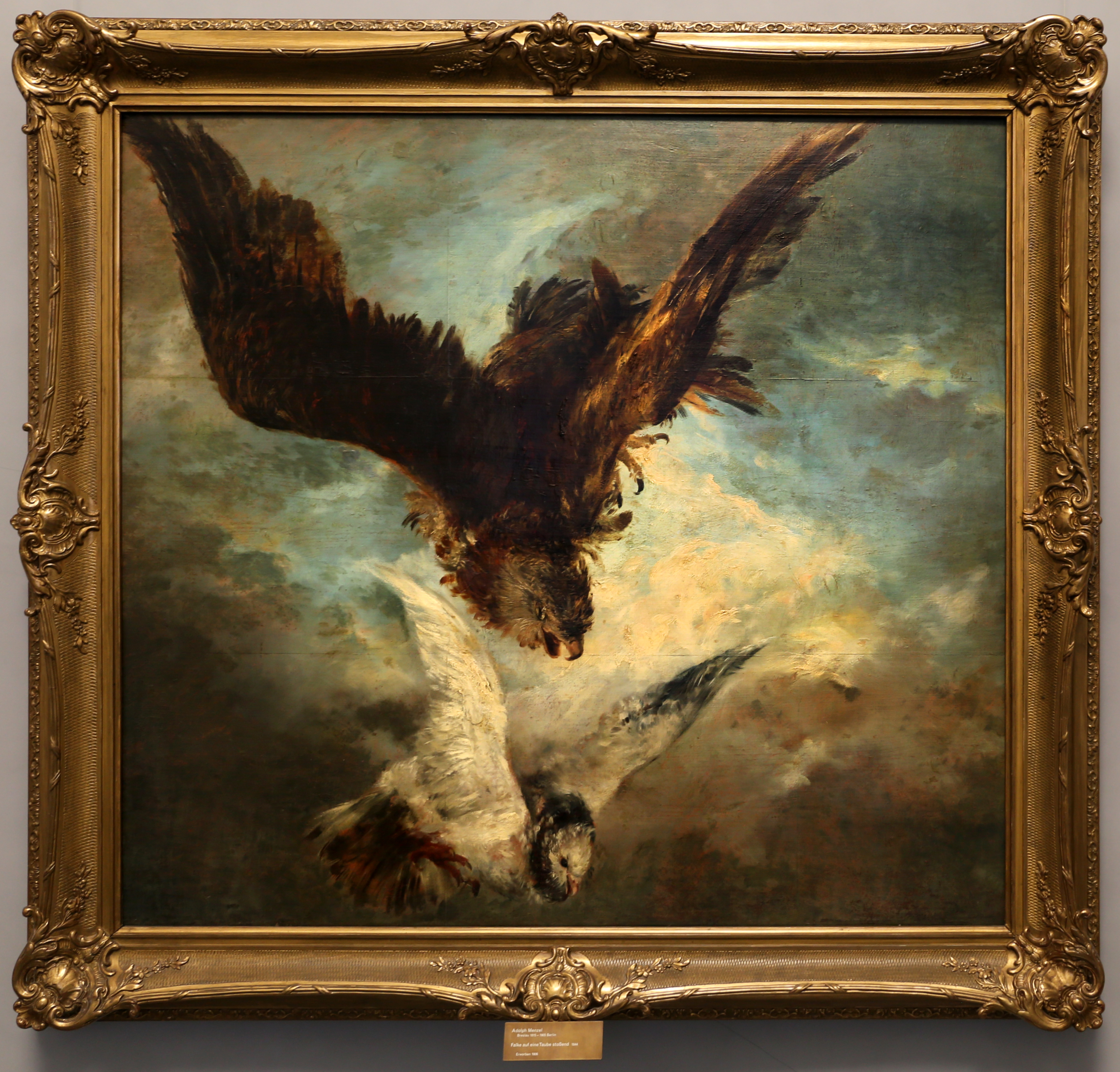
Орёл, преследующий сову
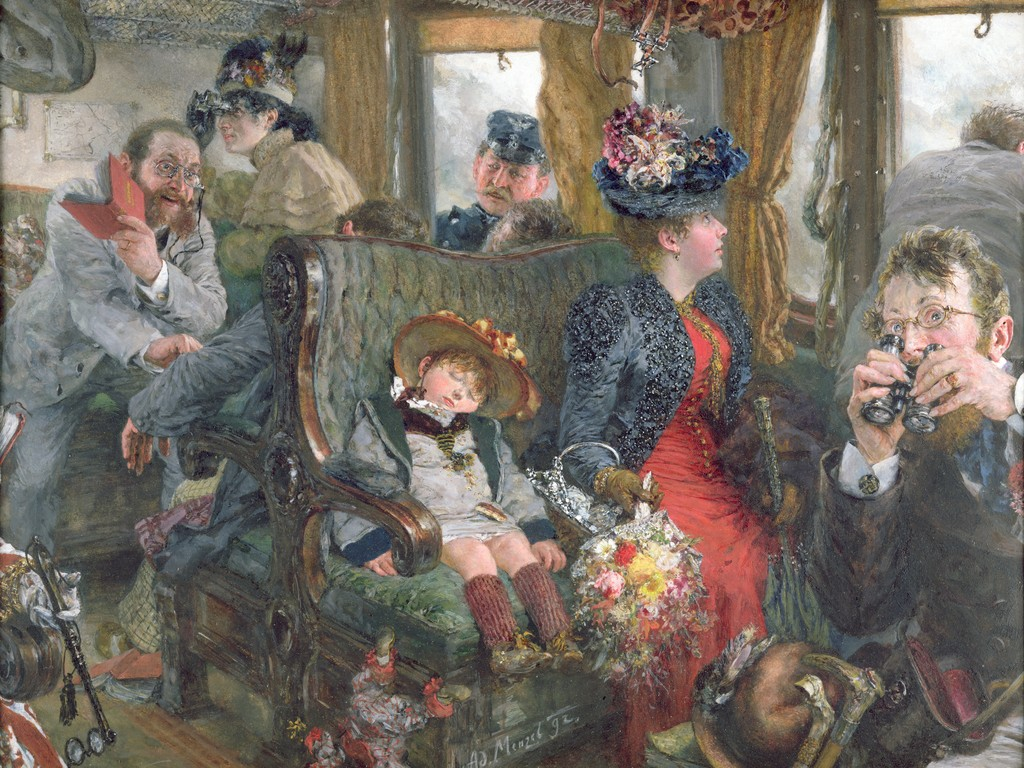
Сценка в поезде, следующем через красивую местность, 1892
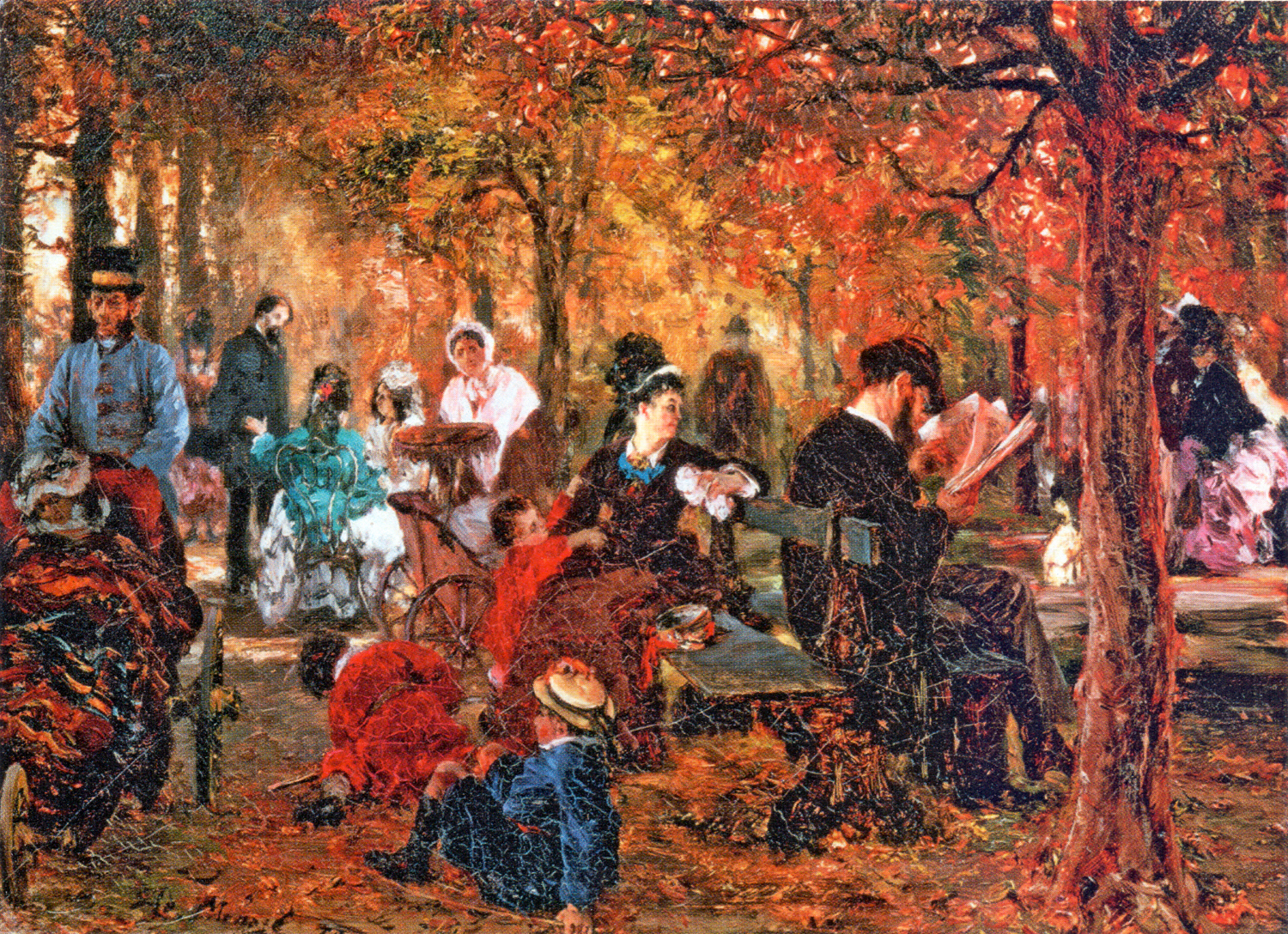
Сцена в Люксембургском саду, Париж
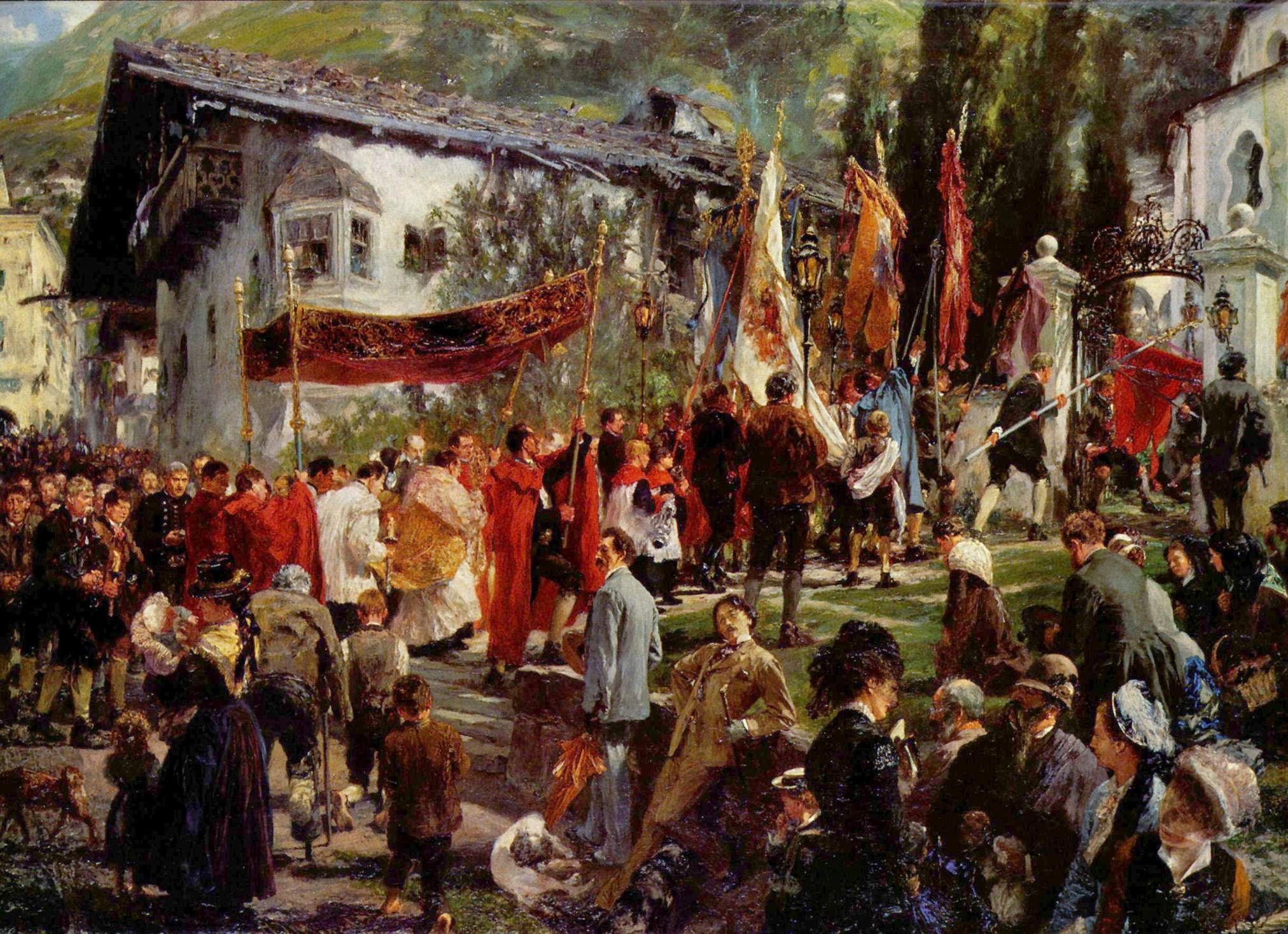
«Процессия Corpus Christi в Бад-Хофгастайне» (Горожане, отдыхающие на курорте, наблюдают за религиозной процессией сельских жителей).
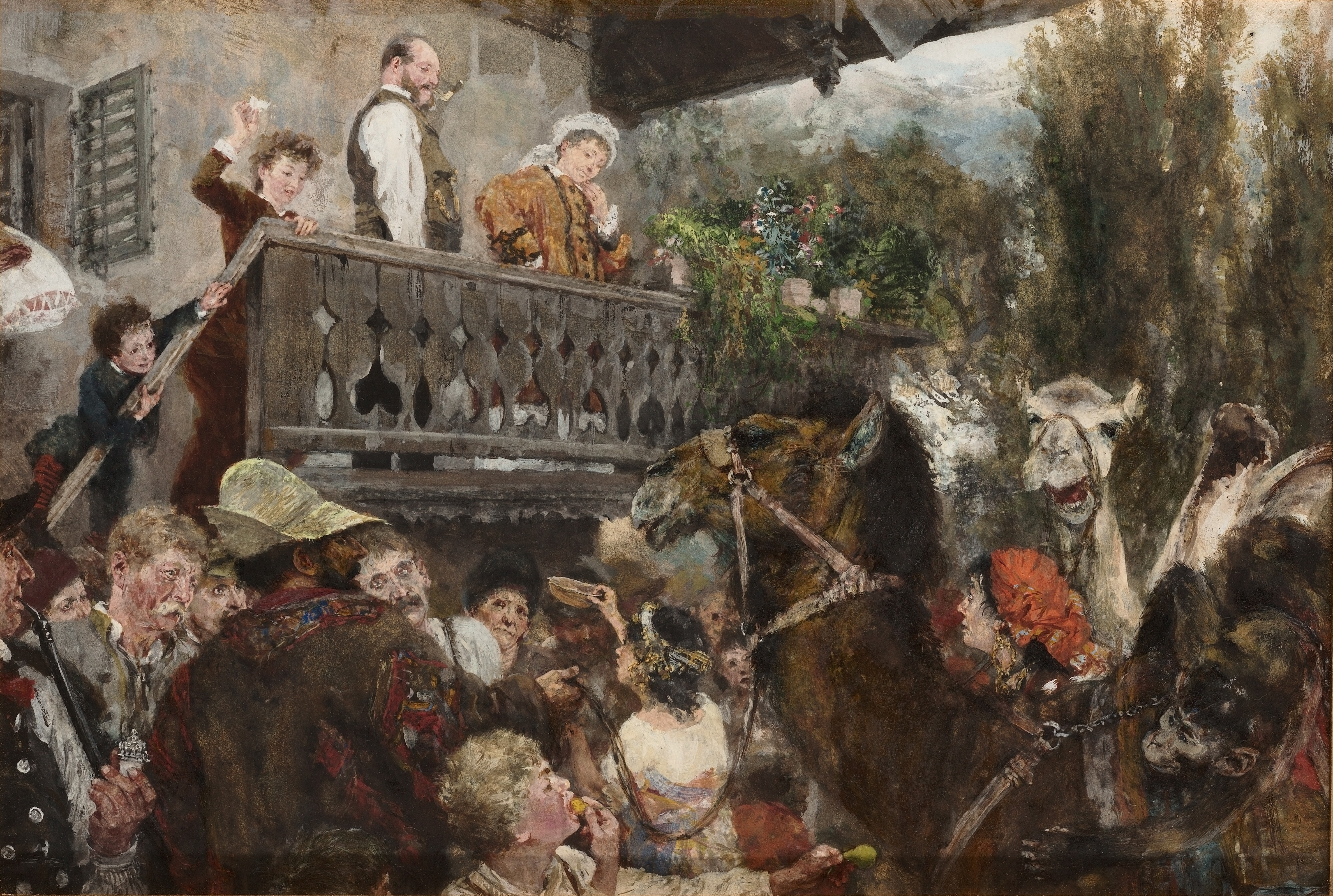
Бродячий цирк
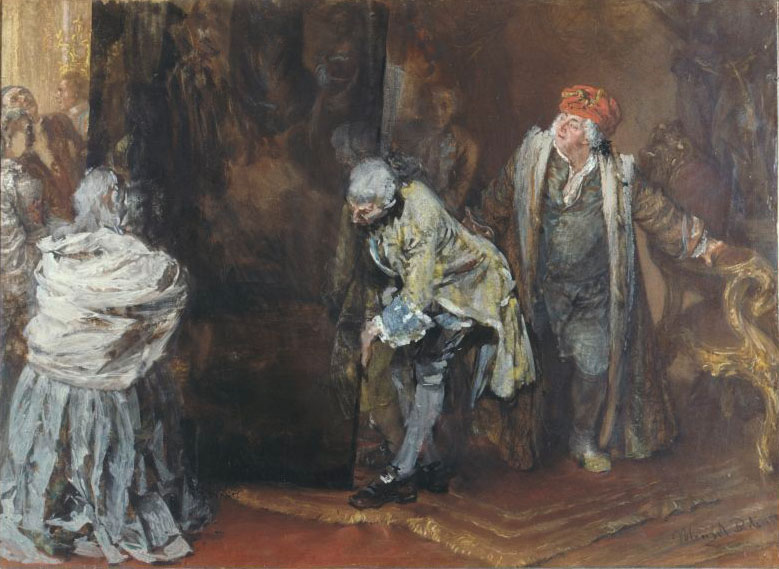
«Дорогу для полотна великого Рафаэля!»
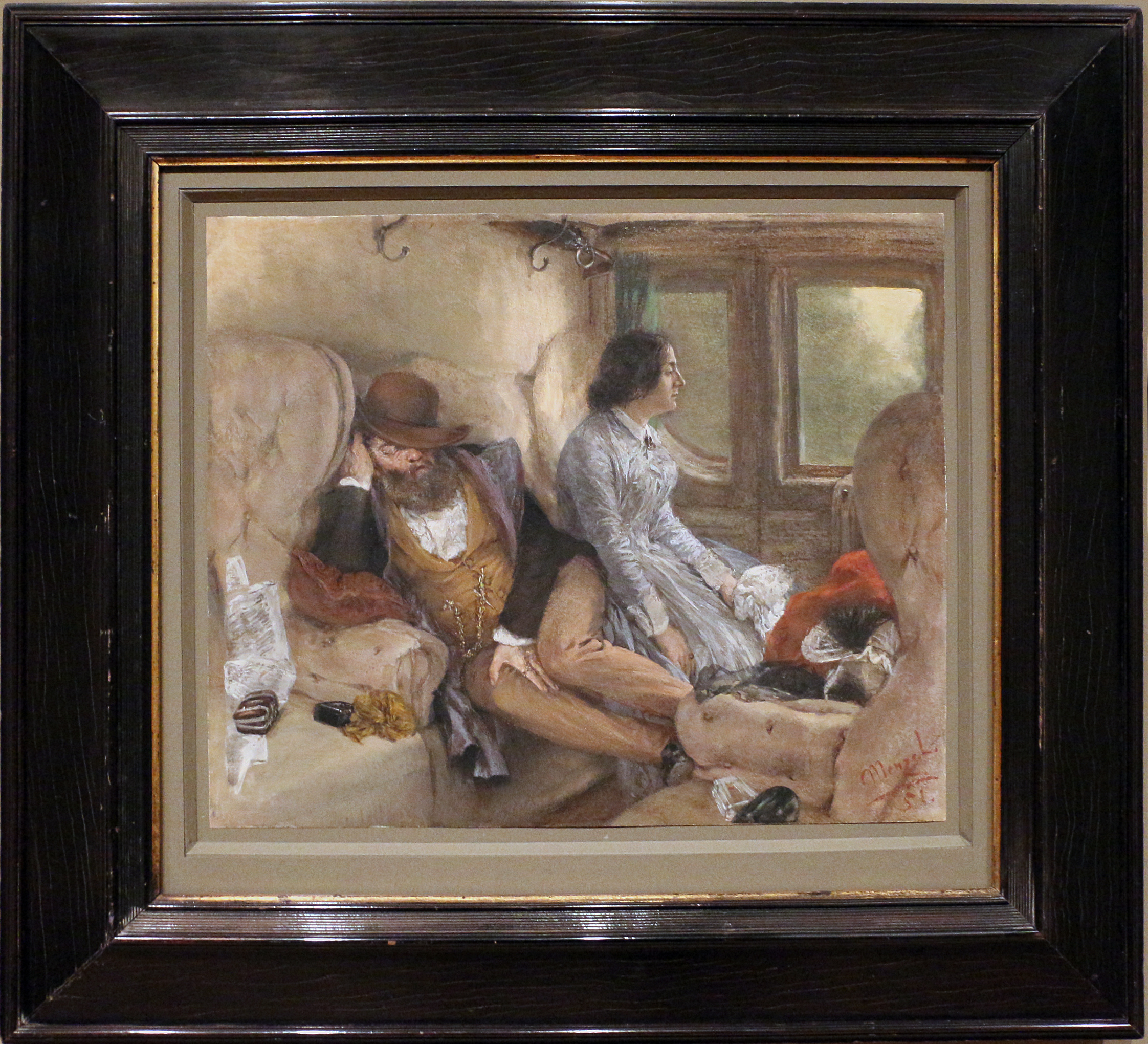
Сценка в поезде
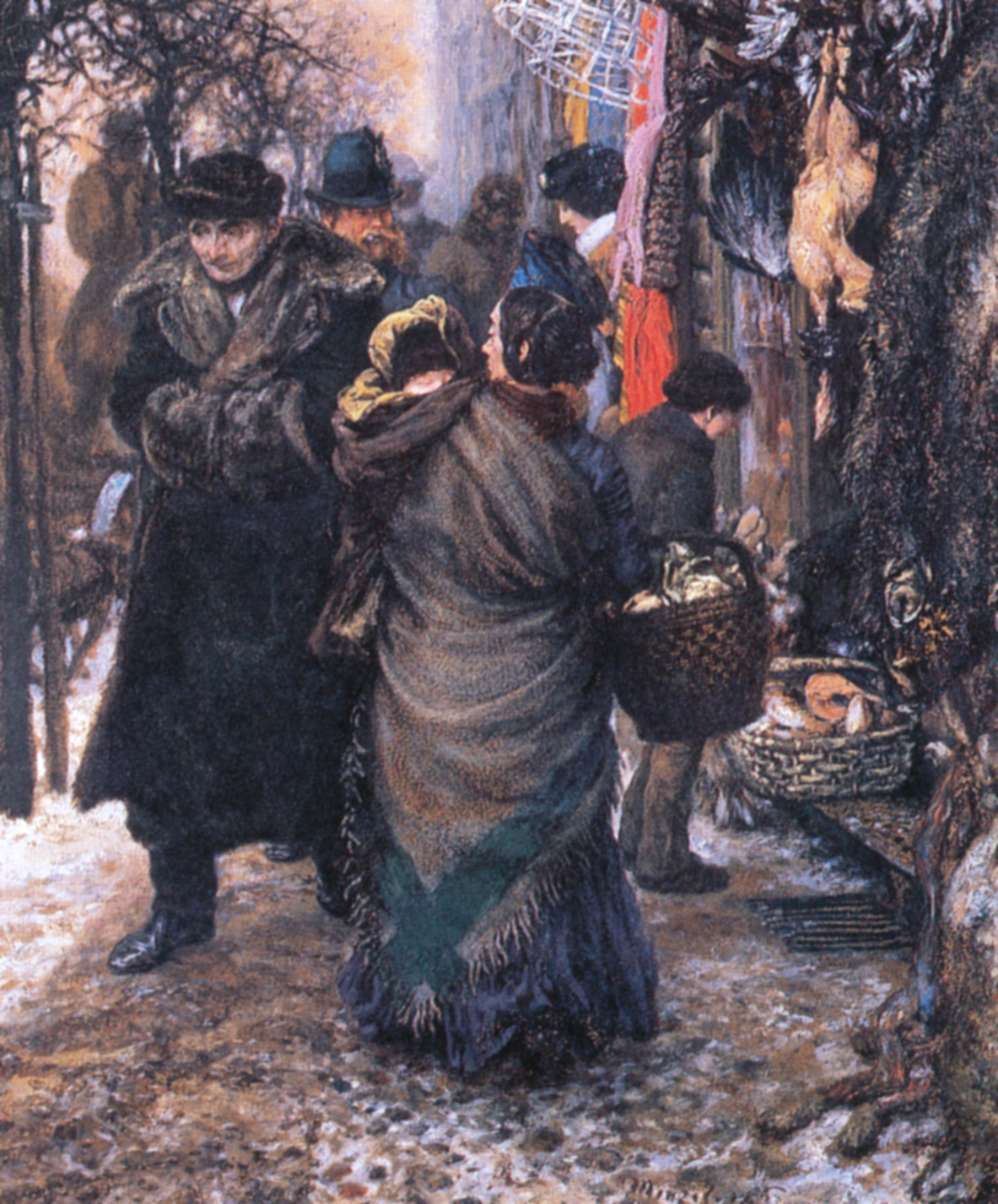
Рынок зимой
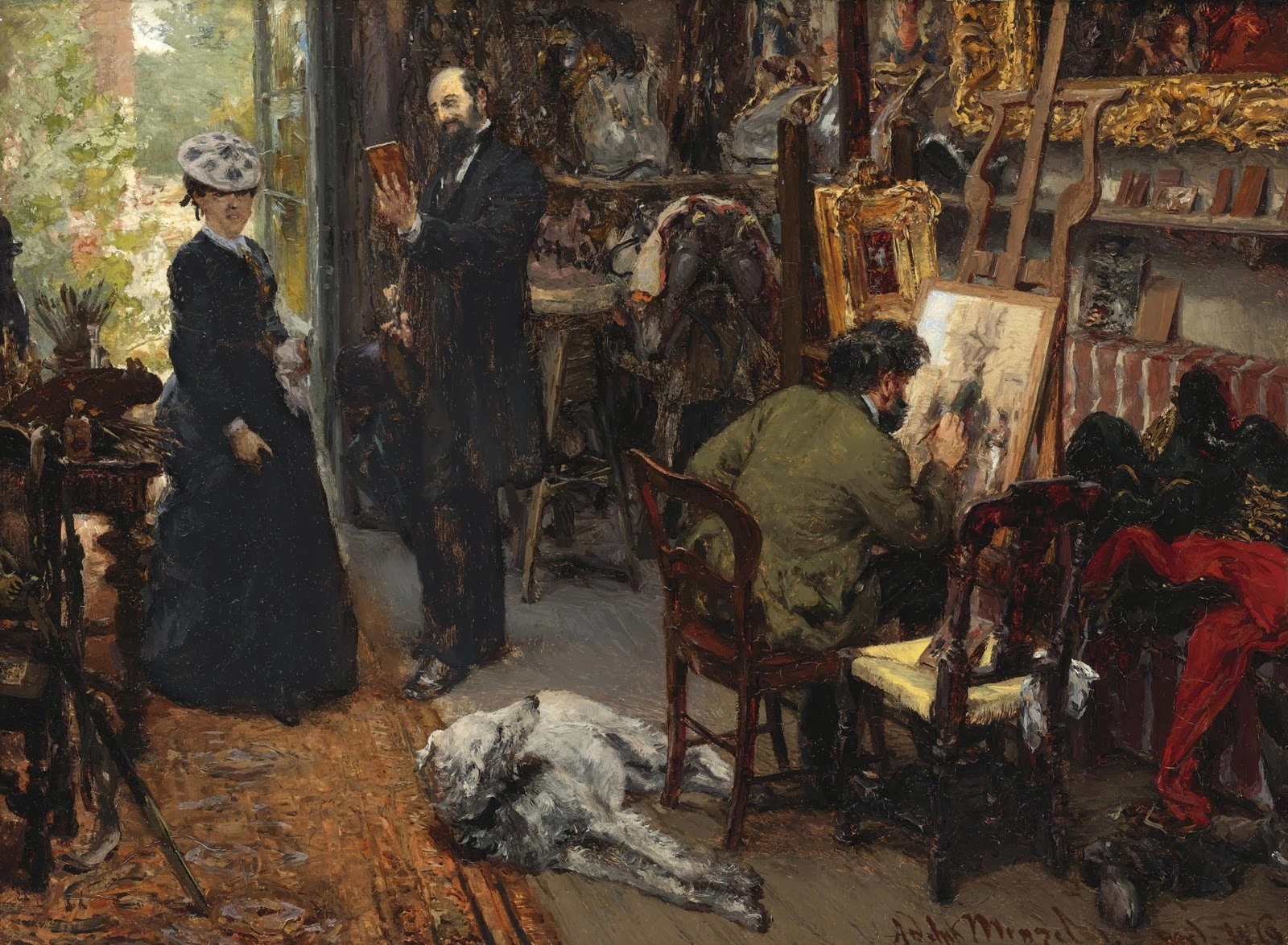
Художник Мейссонье в своей мастерской в Пуасси
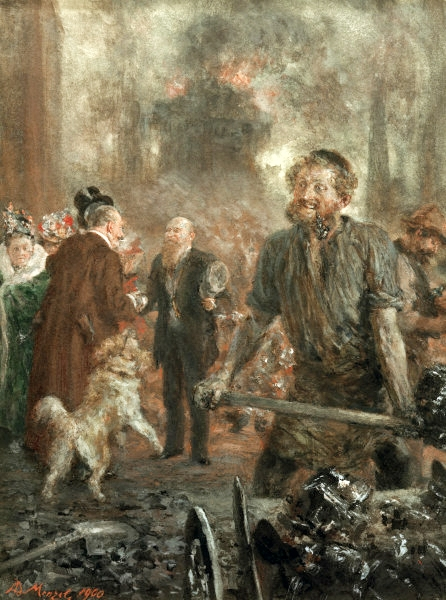
Посетители в цеху
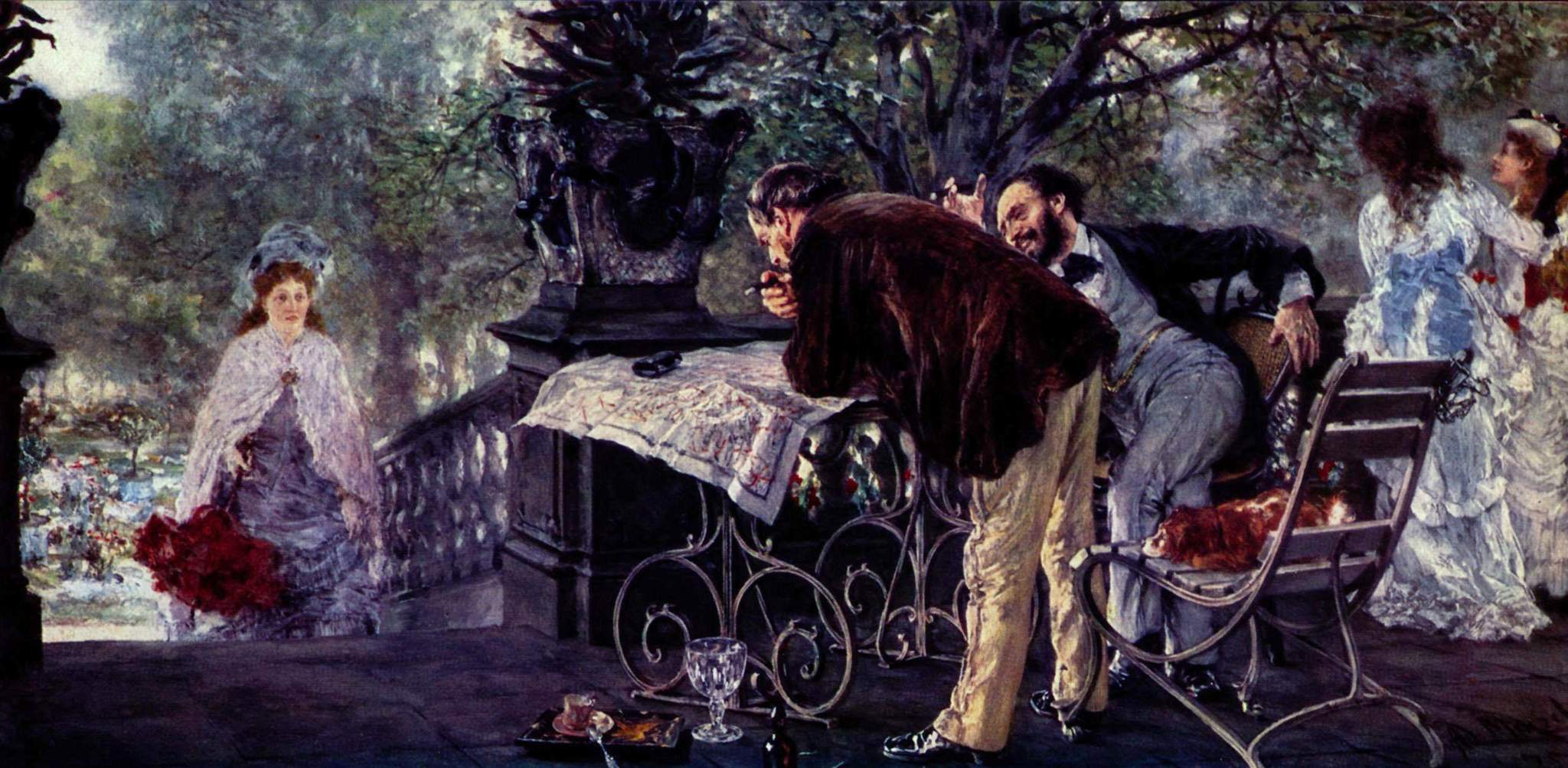
«План путешествия» («Планирование поездки»)
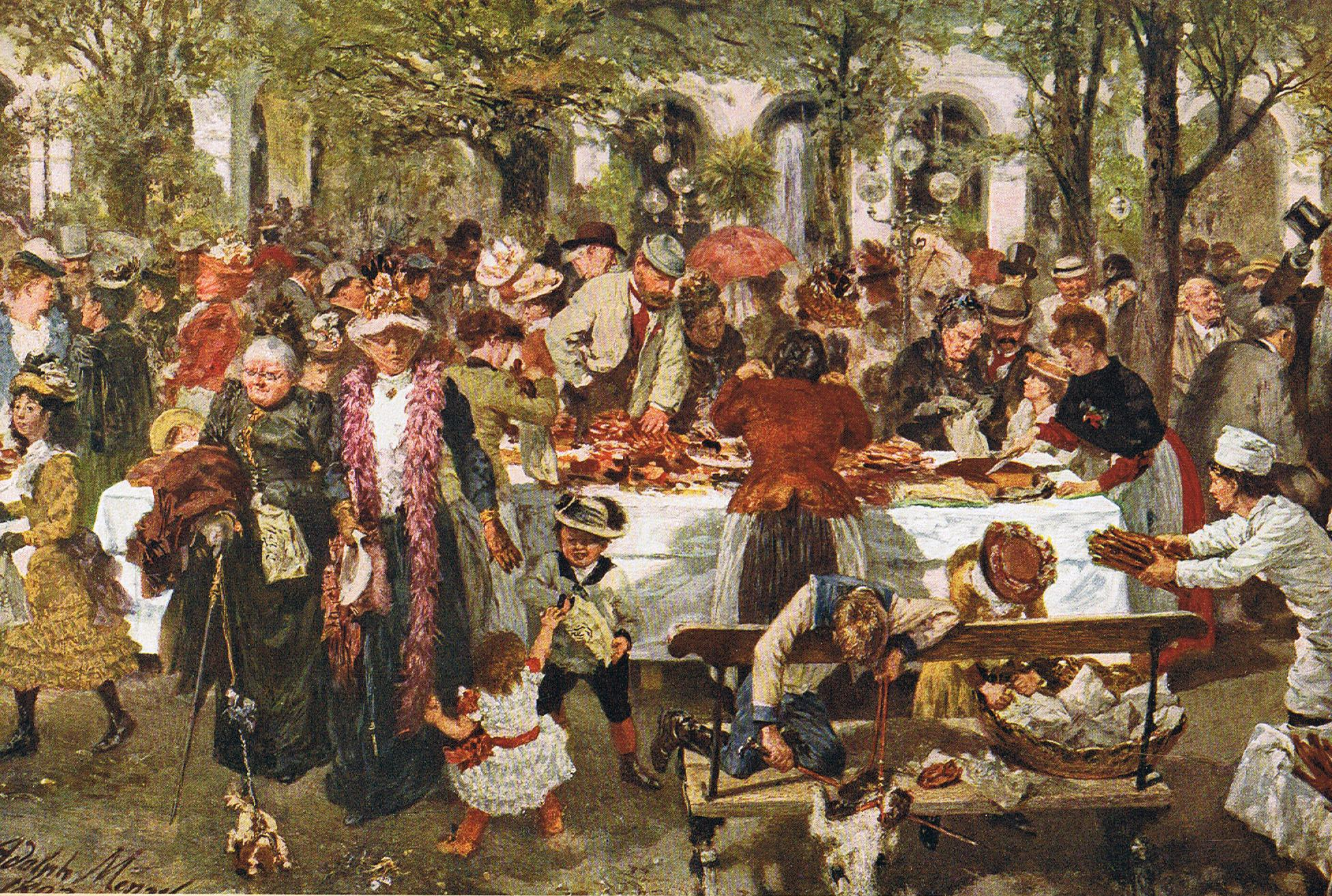
Торговля свежей выпечкой в парке Бад-Киссингена
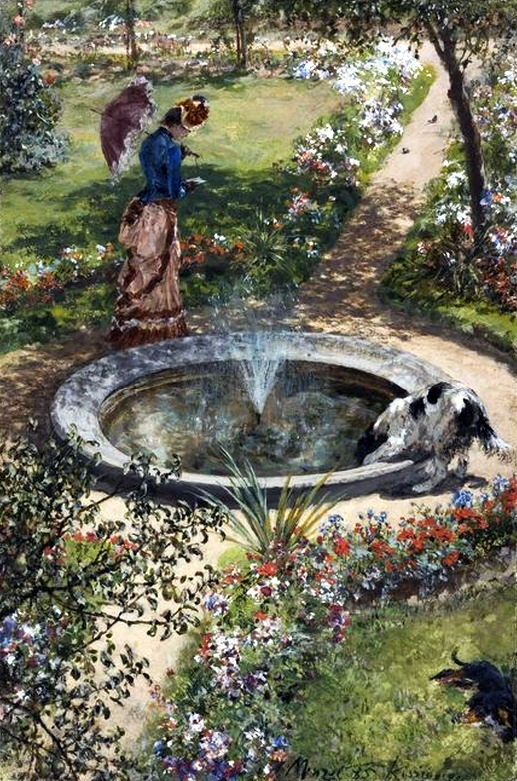
Девушка и сеттер у фонтана в парке Бад-Киссингена
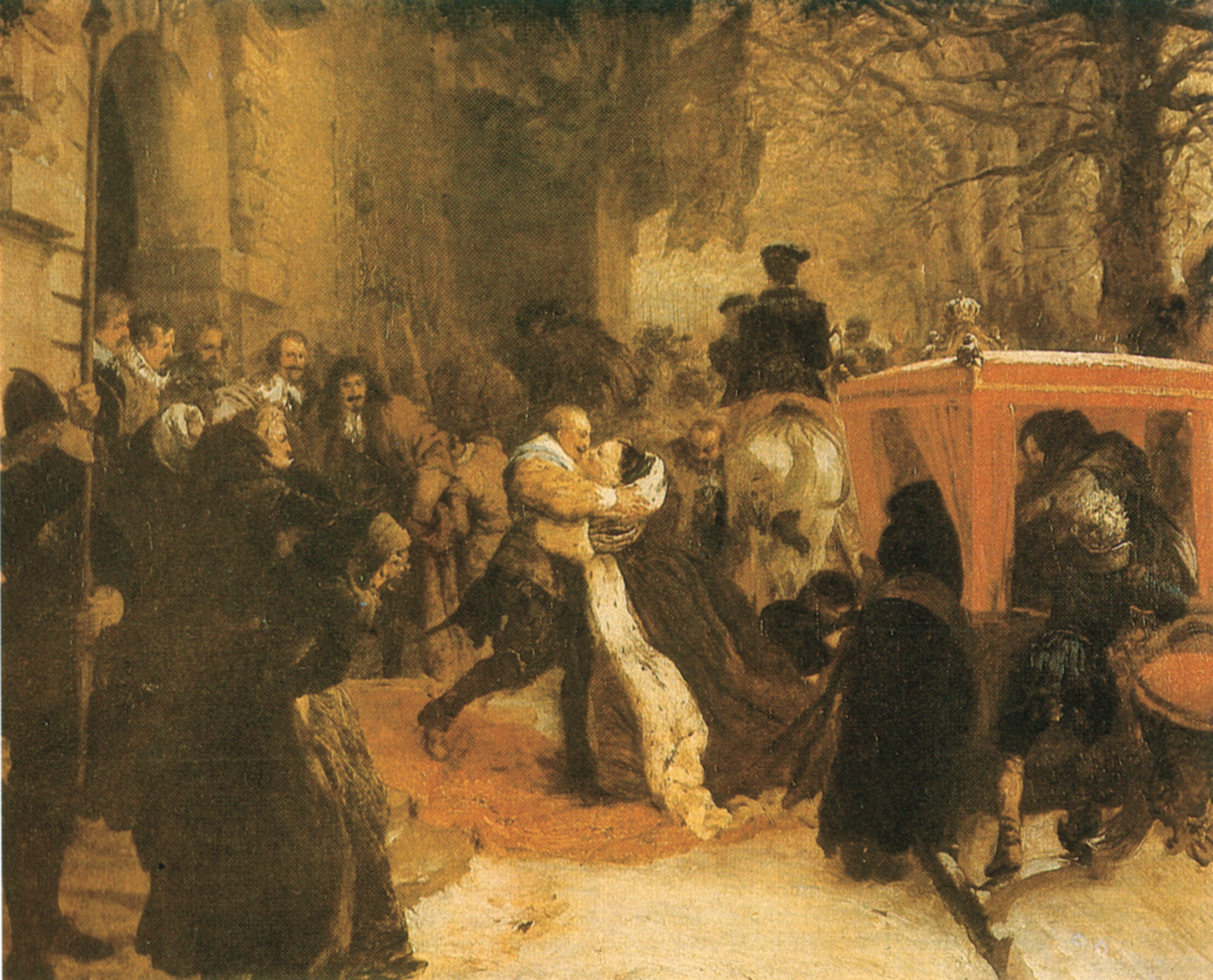
Король Швеции Густав Адольф встречается с женой перед замком Ганау